# Івченко Олексій Григорович
Олексі́й Григо́рович І́вченко (нар. 2 січня 1963, Хоробрів) — український політик правого спрямування, підприємець, банкір.
З квітня 2003 по грудень 2010 — голова Конгресу українських націоналістів, 3 березня 2005 по травень 2006 — голова Правління НАК «Нафтогаз України», входить у Довірчу раду Львівського інституту менеджменту.

## Ранні роки
Народився 2 січня 1963 року у селі Хоробрів Сокальського району Львівської області.
1985 р. закінчив Львівський політехнічний інститут, інженерно-будівельний факультет за фахом інженер-будівельник, 1996 р. закінчив Державний університет «Львівська політехніка», економічний факультет, 2001 р. кандидатська дисертація «Особливості зовнішньоекономічної політики України в умовах ринкової трансформації» (Інститут міжнародних відносин Київського національного університету ім. Т. Шевченка), кандидат економічних наук.
Після закінчення інституту працював в Івано-Франківській області і пройшов виробничий шлях від майстра до директора заводу.

## Політична діяльність
- 2000–2001 рр. — радник Прем'єр-міністра України Віктора Ющенка;
- 2001–2002 р. голова Спостережної ради ДП «Добромиль-Київ».
- З квітня 2002 р. народний депутат від виборчого Блоку В. Ющенка «Наша Україна». Верховна Рада України: Комітет з питань законодавчого забезпечення правоохоронної діяльності, голова підкомітету; член фракції «Наша Україна»; з квітня 2003 р. член Політради Блоку В. Ющенка «Наша Україна».

13 квітня 2003 року Олексій Івченко обраний головою Конгресу українських націоналістів на VII Зборі Конгресу українських націоналістів. Під час «Помаранчевої революції» активно підтримує В. Ющенка, член Комітету національного порятунку, командувач Народної гвардії.
З 2 березня по 10 грудня 2005 — 1-й заступник Міністра — голова правління НАК «Нафтогаз України», Міністерство палива та енергетики України. 9 грудня 2005 — 11 травня 2006 — голова правління НАК «Нафтогаз України». Голова наглядової ради ВАТ «Укртранснафта» НАК «Нафтогаз України» (з серпня 2005); голова наглядової ради ДАТ «Чорноморнафтогаз» (з липня 2005).

## Бізнес-активи
Станом на 1 серпня 2014 року О. Івченко володів близько 37,6 % банку ПАТ «Європейський газовий банк» («Єврогазбанк»). Також власником 31,7 % була його дружина, Івченко Галина Григорівна, та ще 16,6 % перебували у власності його доньки, Івченко Христини Олексіївни. Загалом сім'я О. Івченка володіла 85,9 % акціями банку. 16 липня 2015 року НБУ визнав «Єврогазбанк» неплатоспроможним, а вже 17 листопада Фонд гарантування вкладів почав його ліквідацію. При цьому перед банкрутством банк встиг вивести 300 млн грн кредиту, який надав НБУ з метою збереження ліквідності. Справу про викрадення коштів на початку 2016 року почала розслідувати Генпрокуратура.
Як випливає з офіційної декларації 2016 року заступника голови КМДА Іллі Сагайдака, чоловіка іншої доньки О. Івченка — Ірини, останній належать 29 квартир, 15 гаражів, 8 будинків, 6 земельних ділянок, а також кілька престижних автівок та мільйонів гривень.

## Інше
Автор наукових праць «Україна в системі міжнародних відносин», «Передумови зовнішньоекономічної діяльності України як суверенної держави».
Одружений, має дві доньки.